# قمقم (ممثلة)
قُمقُم (1934 - 2020)، هي ممثلة هندية. اسمها الأصلي زیب النساء.
مواليد يوم 22 أبريل 1934 بمدينة حسين آباد ، كان والدها نباب حسين آباد وينتمي إلى عائلة مرموقة. ظهرت في ما يقرب من 115 فيلم في حياتها المهنية. اشتهرت بأدوارها في أفلام مثل: الهند الأم (1957)، ابن الهند (1962).
توفيت يوم 28 يوليو 2020 .

## روابط خارجية
- قمقم على موقع IMDb (الإنجليزية)
- قمقم على موقع ألو سيني (الفرنسية)
- قمقم على موقع قاعدة بيانات الفيلم (الإنجليزية)
- قمقم على موقع كينوبويسك (الروسية)